# سیارک ۲۰۳۴۳
سیارک ۲۰۳۴۳ (به انگلیسی: 20343 Vaccariello، نامگذاری:1998HC100) بیست هزار و سیصد و چهل و سومین سیارک کشف شده‌است که در ۲۱ آوریل ۱۹۹۸ کشف شد.
قدر مطلق سیارک برابر ۱۷٫۰ است.